# Pompholyx triloba
Pompholyx triloba är en hjuldjursart som beskrevs av Pejler 1957. Pompholyx triloba ingår i släktet Pompholyx och familjen Testudinellidae. Inga underarter finns listade i Catalogue of Life.